# Sapromyza pulchripennis
Sapromyza pulchripennis är en tvåvingeart som beskrevs av Kertesz 1900. Sapromyza pulchripennis ingår i släktet Sapromyza och familjen lövflugor. Inga underarter finns listade i Catalogue of Life.